# Christophe de Thou
Christophe de Thou (Parigi, 1508 – Pontorson, 1º novembre 1582) è stato un avvocato e politico francese, primo presidente del parlamento di Parigi.

## Biografia
Divenne presidente del Parlamento di Parigi nel 1554 e primo presidente il 14 dicembre 1562. Fu anche cancelliere del duca d'Angiò e di Alençon oltre che consigliere politico di Enrico II di Francia, Carlo IX di Francia e Enrico III di Francia.
Era un membro di una rispettata famiglia della provincia delloChampagne, ed era figlio di Augustin de Thou (m. 1544) e Claude de Thou (m. 1523), anche lui presidente del Parlamento di Parigi, e fratello di Nicolas de Thou, vescovo di Chartres. Suo figlio, Jacques-Auguste de Thou (1553–1617), fu un noto storico francese. Era anche il marito di Jacqueline de Tuleu e il padre di Anne de Thou e Jacques Auguste de Thou.